# براندون جاكسون
براندون جاكسون (بالإنجليزية: Brandon Jackson)‏ (و. 1985  م) هو لاعب كرة قدم أمريكية، من الولايات المتحدة، ولد في ديترويت، يلعب كراكض للخلف ‏.

## روابط خارجية
- براندون جاكسون على موقع إي إس بي إن.كوم (أن.أف.أل)3
- براندون جاكسون على موقع مرجع كرة القدم المحترفة.كوم (الإنجليزية)